# Cá nhuộm màu

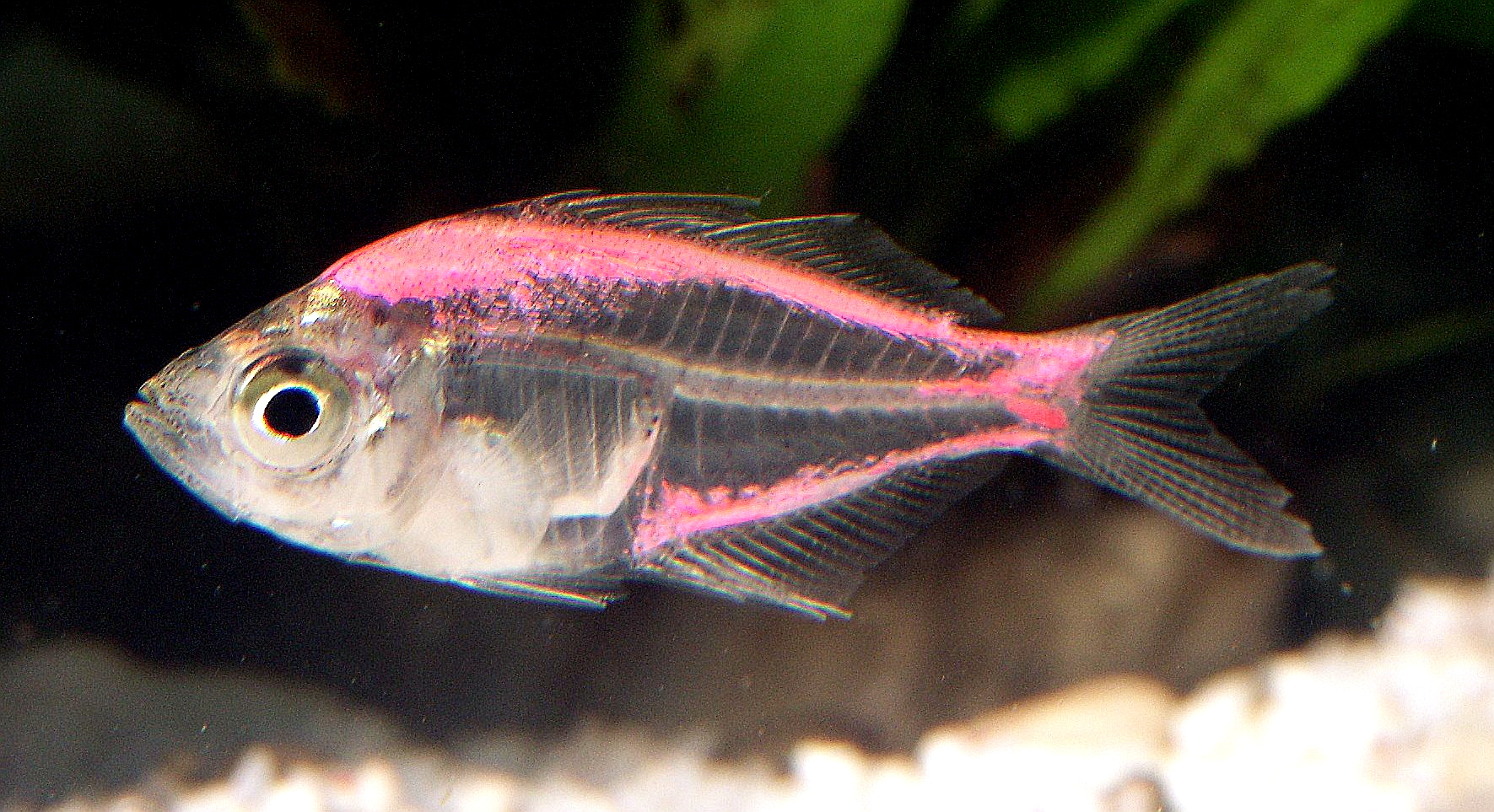
Một con cá được nhuộm màu

Cá nhuộm màu (Painted fish) là loài cá cảnh đã được nhuộm màu nhân tạo để thu hút thị hiếu của người tiêu dùng. Màu sắc nhân tạo này, còn được gọi là "nước ép" (juicing) hay thuốc nhuộm và có thể nhuốm màu cho những con cá cảnh này bằng một số phương pháp, chẳng hạn như tiêm trực tiếp vào thân cá bằng ống tiêm dưới da có chứa thuốc nhuộm màu huỳnh quang sáng, nhúng cá vào dung dịch thuốc nhuộm (ví dụ nhuộm màu cho cá trê vàng), hoặc cho cá ăn thức ăn nhuộm. Quá trình gây tranh cãi này thường được thực hiện để làm cho cá có màu sáng hơn và hấp dẫn hơn đối với người tiêu dùng. Màu sắc của cá được nhuộm không là vĩnh cửu, và thường mất dần sau sáu đến chín tháng. 

## Phương pháp
Nhiều người theo kinh nghiệm đã cho cá ăn những thức ăn giàu sắc tố trong tự nhiên như các loại tôm tép nhỏ, cá con hay tảo hay các loại thức ăn dạng viên đã được bổ sung sắc tố (xanthophyll) như Astaxanthin một nhóm sắc tố hiện diện trên một số loài thủy sản, tạo cho cơ, da và trứng thủy sản có màu vàng, cam hay đỏ, là nguồn sắc tố thiên nhiên tìm thấy nhiều trên cá hồi (cá có cơ và da màu đỏ), một số loài giáp xác. Hiện nay để nhuộm màu cơ, da hay làm cho cá lên màu vàng cam hay đỏ, trong thức ăn cá cảnh thường được bổ sung Astaxanthin hay Canthaxanthin để cá có màu sắc đẹp hơn và dễ tiêu thụ hơn. Cá khi được bổ sung astaxanthin vào khẩu phần ăn liên tục sau 7–10 ngày sẽ đạt màu sắc rực rỡ, sau một thời gian (tùy điều kiện nuôi và mật độ nuôi) màu sắc sặc sỡ của cá sẽ nhạt dần.
Với phương pháp hóa học thì những con cá sẽ được tẩy trắng với hydrogen peroxide (H2O2) để có thể nhìn thấy bộ xương bên trong sau khi nhuộm với Alcian Blue tạo màu xanh đậm và Alizarin Red biến các mô thành màu đỏ. Phần thịt của mẫu vật sẽ được hòa tan trong một loại enzyme tiêu hóa có tên là Trypsin để loại bỏ protein. Da và xương được giữ lại nguyên vẹn nhờ collagen, các mẫu cá sẽ được ngâm ngập trong glycerine với nhiều tư thế khác nhau, quá trình "nhuộm màu" cá tùy vào kích cỡ loài cá, nếu cá nhỏ chỉ mất khoảng 3 ngày để thực hiện, còn mẫu cá lớn có thể mất nhiều tháng mới hoàn thành.